# Марія Баденська (1865–1939)
Марія Баденська (нім. Marie von Baden), Софія Марія Луїза Амелія Жозефіна Баденська (нім. Sophie Marie Luise Amelie Josephine von Baden), 26 липня 1864 — 29 листопада 1939) — баденська принцеса з династії Церінгенів, донька принца Вільгельма Баденського та російської княжни Марії Лейхтенберзької, дружина герцога Ангальту Фрідріха II.

## Біографія
Марія народилась 26 липня 1864 року у Баден-Бадені за часів правління свого дядька Фрідріха I. Вона стала первістком в родині баденського принца Вільгельма та його дружини Марії Лейхтенберзької, з'явившись на світ на третій рік після їхнього весілля. Згодом родина поповнилася сином Максиміліаном. Мешкало сімейство у Палаці Принца Вільгельма на Замковій площі в Карлсруе.
Батько, який був військовим, завершив кар'єру після франко-прусської війни. Матір, уроджена російська княжна, зрідка навідувала Росію, займалася благодійністю та підтримувала православну культуру.

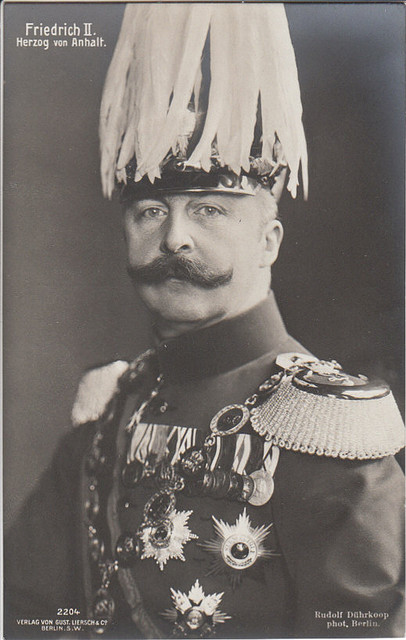
Світлина Фрідріха II

Перед своїм 24-м днем народження Марія взяла шлюб із 32-річним спадкоємним принцом Анхальту Фрідріхом. Наречений був відомий своєю пристрастю до музики. Весілля відбулося 2 липня 1889 року у Карлсруе. Дітей у подружжя не було.
Як спадкоємна принцеса, Марія багато займалася благодійністю. У 1892 році разом зі свекрухою, за допомоги генерал-суперінтендента Тайхмюллера, придбала ділянку землі, на якій розпочалося будівництво закладу діаконіс. Відкритий він був у 1894 році. У 1903 році разом із дядьком Фрідріхом пожертвувала бібліотеці меморіального дому Меланхтон у Бреттені значну кількість книжок.
У січні 1904 року Фрідріх став правлячим герцогом Анхальта, а Марія — герцогинею-консортом. У 1914 році були викарбувані пам'ятні монети номіналом 3 та 5 марок, присвячені срібній річниці весілля герцогського подружжя. У січні 1918 року Фрідріх заснував анхальтську нагороду для жінок, яку назвав Хрест Марії. Її могли отримати місцеві жительки, які відзначилися під час догляду за пораненими.
21 квітня 1918 року Фрідріх помер, і престол успадкував його молодший брат Едуард. Однак, оскільки його дружина розлучилася із ним за кілька місяців до цього, Марія продовжила виконувати функції першої леді країни. Так само вона зберегла свій статус і під час правління неодруженого небожа Йоакіма Ернста.
Після Листопадової революції та повалення монархії у віданні герцогів Ангальтських залишився замок Балленштедт.
Марія пішла з життя 29 листопада 1939 року у Баден-Бадені, невдовзі після початку Другої світової війни і захоплення Польщі. Була похована поруч із чоловіком у мавзолеї Дессау. У 1958 році мавзолей було демонтовано, а герцогська родина 4 червня 1958 року перепохована на цвинтарі Цибік.

## Галерея

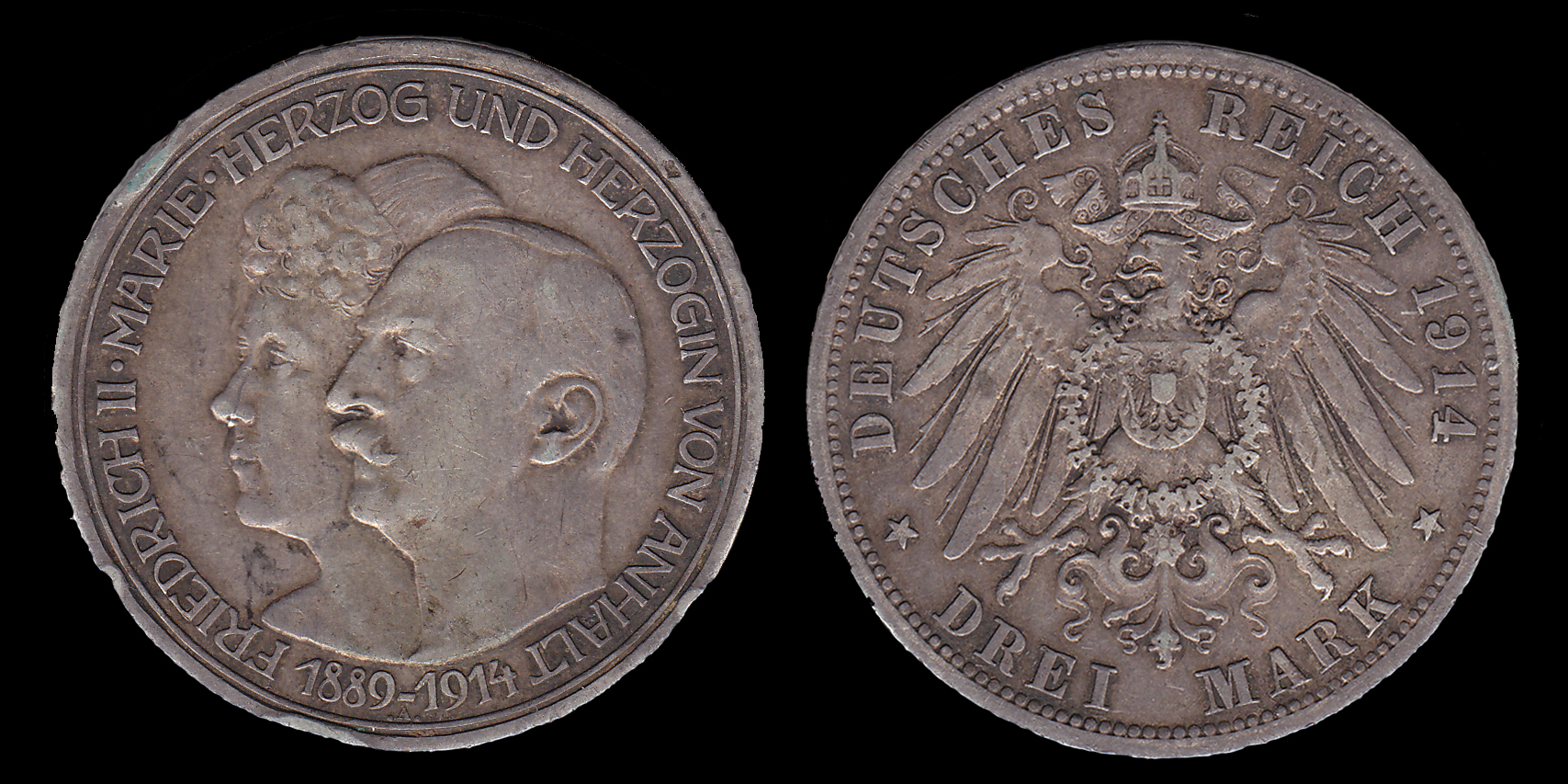
3 марки 1914 року з профілями герцогині Марії та її чоловіка.
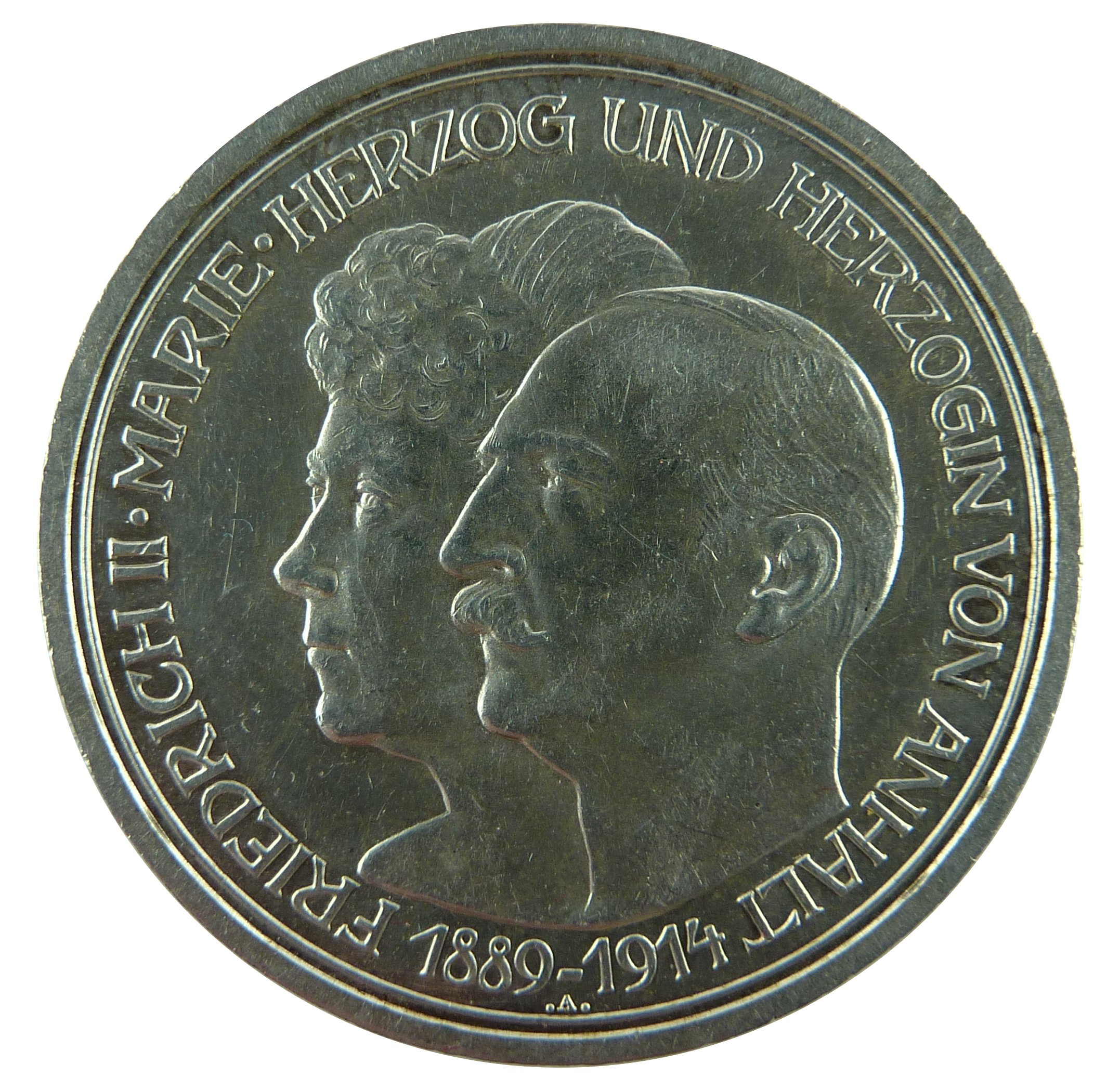
5 марок 1914 року з профілями герцогині Марії та її чоловіка.